# Пусто Полє
Пусто Полє (словен. Pusto Polje) — поселення в общині Назарє, Савинський регіон, Словенія. Висота над рівнем моря: 362,3 м.